# Challenger de San Leopoldo 2024
El torneo São Léo Open 2024, denominado por razones de patrocinio Circuito Banco BRB/Engie de Tenis Profissional - Sao Leo Open fue un torneo de tenis pertenecieó al ATP Challenger Tour 2024 en la categoría Challenger 75. Se trató de la 4ª edición; el torneo tuvo lugar en la ciudad de São Leopoldo (Brasil), desde el 25 hasta el 31 de marzo de 2024 sobre pista dura bajo techo de tierra batida al aire libre.

## Jugadores participantes del cuadro de individuales
| Favorito | País                 | Jugador                 | Rank1 | Posición en el torneo |
| -------- | -------------------- | ----------------------- | ----- | --------------------- |
| 1        | Bandera de Perú      | Juan Pablo Varillas     | 95    | Semifinales           |
| 2        | Bandera de Brasil    | Thiago Monteiro         | 110   | Primera ronda         |
| 3        | Bandera de Argentina | Camilo Ugo Carabelli    | 112   | Cuartos de final      |
| 4        | Bandera de Brasil    | Felipe Meligeni Alves   | 134   | Semifinales           |
| 5        | Bandera de Argentina | Román Andrés Burruchaga | 161   | Baja                  |
| 6        | Bandera de Argentina | Genaro Alberto Olivieri | 185   | Segunda ronda         |
| 7        | Bandera de Francia   | Geoffrey Blancaneaux    | 220   | Primera ronda         |
| 8        | Bandera de Portugal  | Gonçalo Oliveira        | 224   | Cuartos de final      |
| 9        | Bandera de Brasil    | Gustavo Heide           | 225   | Baja                  |

- 1 Se ha tomado en cuenta el ranking del 18 de marzo de 2024.

### Otros participantes
Los siguientes jugadores recibieron una invitación (wild card), por lo tanto ingresan directamente al cuadro principal (WC):
- Mateus Alves
- Daniel Dutra da Silva
- Daniel Vallejo

Los siguientes jugadores ingresan al cuadro principal tras disputar el cuadro clasificatorio (Q):
- Daniel Cukierman
- Emilio Gómez
- Bruno Kuzuhara
- Lorenzo Joaquín Rodríguez
- Juan Bautista Torres
- Kaichi Uchida

## Campeones

### Individual Masculino
- Daniel Vallejo derrotó en la final a  Enzo Couacaud por 6–3, 6–2

### Dobles Masculino
- Marcelo Demoliner /  Orlando Luz derrotaron en la final a  Liam Draxl /  Alexander Weis por 7–5, 3–6, [10–8]